# 弗拉格敦 (新澤西州)
弗拉格敦（英語：Flagtown）是位於美國新澤西州薩默塞特縣的普查規定居民點。

## 人口
根據2020年美國人口普查的數據，弗拉格敦的面積為2.82平方千米，皆為陸地。當地共有人口1070人，而人口密度為每平方千米379.43人。